# Věteřov-Kultur
Die Věteřov-Kulturgruppe ist eine bronzezeitliche Kultur, die der Zeit vom Übergang der Frühbronzezeit bis zum Beginn der mittleren Bronzezeit zuzuordnen ist, benannt nach dem Ort Věteřov (Wieterschau) in Südost-Mähren. Der Begriff Věteřov-Kultur wurde von dem Prähistoriker Karel Tihelka 1958 geprägt.

## Verbreitungsgebiet
Zum Kerngebiet der Věteřov-Kultur zählen das nördliche Niederösterreich sowie die Südwestslowakei und das südliche Mähren. Als Einflussgebiet kann eventuell auch noch der südöstlichste bayrische Raum gelten. Auf Grund der weitgestreuten (namensgebenden) Fundstätten und wohl auch der Einflüsse der Vorläuferkulturen unterscheiden sich folgende Kulturgruppen innerhalb des betreffenden Kulturkomplexes:
In Mähren und dem nördlich der Donau gelegenen Verbreitungsgebiet in Niederösterreich hat sich die Bezeichnung Věteřov-Kultur durchgesetzt. Als Vorläufer in diesem Gebiet ist die Aunjetitzer Kultur anzusehen.
In Niederösterreich, südlich der Donau wurden in den Jahren 1973–1974 bei Rettungsgrabungen in Böheimkirchen Reste einer befestigten, stadtartigen Höhensiedlung entdeckt. Nach dem Fundort ist die Böheimkirchner Gruppe als Untergruppe der Věteřov-Kulturgruppe benannt. Diese Kultur folgt chronologisch auf die Unterwölblinger Gruppe.
Im Verbreitungsgebiet der Südwestslowakei wird die Věteřov-Kulturgruppe auch als Mad'arovce Kultur bezeichnet. Auch in diesem Raum gilt als Vorläufer die Aunjetitzer Kultur.

## Entwicklungsstufen
Anhand von Funden im Gebiet von Großweikersdorf wurden drei wesentliche Entwicklungsstufen herausgearbeitet. Die älteste Stufe ist der Übergangshorizont von der Aunjetitzer Kultur zur Věteřov-Kultur in der Stufe A2 (frühe Bronzezeit, 2000–1600 v. Chr.), gefolgt von der klassischen Phase, in der die Věteřov-Kultur ihre Hochblüte erlebte (gegen Ende der Stufe A2 der frühen Bronzezeit, um 1600 v. Chr.). Die „Spätvěteřov-Phase“ liegt am Beginn der mittleren Bronzezeit (Stufe B1, 1600–1500 v. Chr.).
In weiterer Folge entwickelt sich aus der Věteřov-Kultur unter Einwirkung südöstlicher Einflüsse die „mitteldonauländische Hügelgräberkultur“ der mittleren Bronzezeit.

## Landwirtschaft und Jagd
Befunde archäologischer Untersuchungen auf dem Buhuberg aus den Jahren 1981–1983 geben Aufschluss über die Nutztierhaltung (nachgewiesen sind: Hunde, Rinder, Schafe, Schweine, Ziegen und Hauspferde) und über damals gängige Getreidearten (Zwerg-/Binkel-Weizen, Saatweizen, sechszeilige Gerste, Nacktgerste), die den Trägern der Věteřov-Kultur bereits geläufig waren. Auch fanden sich auf dem Speiseplan der bronzezeitlichen Bewohner des Buhubergs Welse, Wildkarpfen, Fluss- und Teichmuscheln (z. B. Malermuscheln), die wohl aus der nächstgelegenen March gefischt wurden, wie auch Wildtiere (nachgewiesen durch Jagdbeutereste): Auerochsen, Wildschweine, Wölfe, Stockenten, Kraniche und Sumpfschildkröten.

## Handwerk und Kulturtechnik

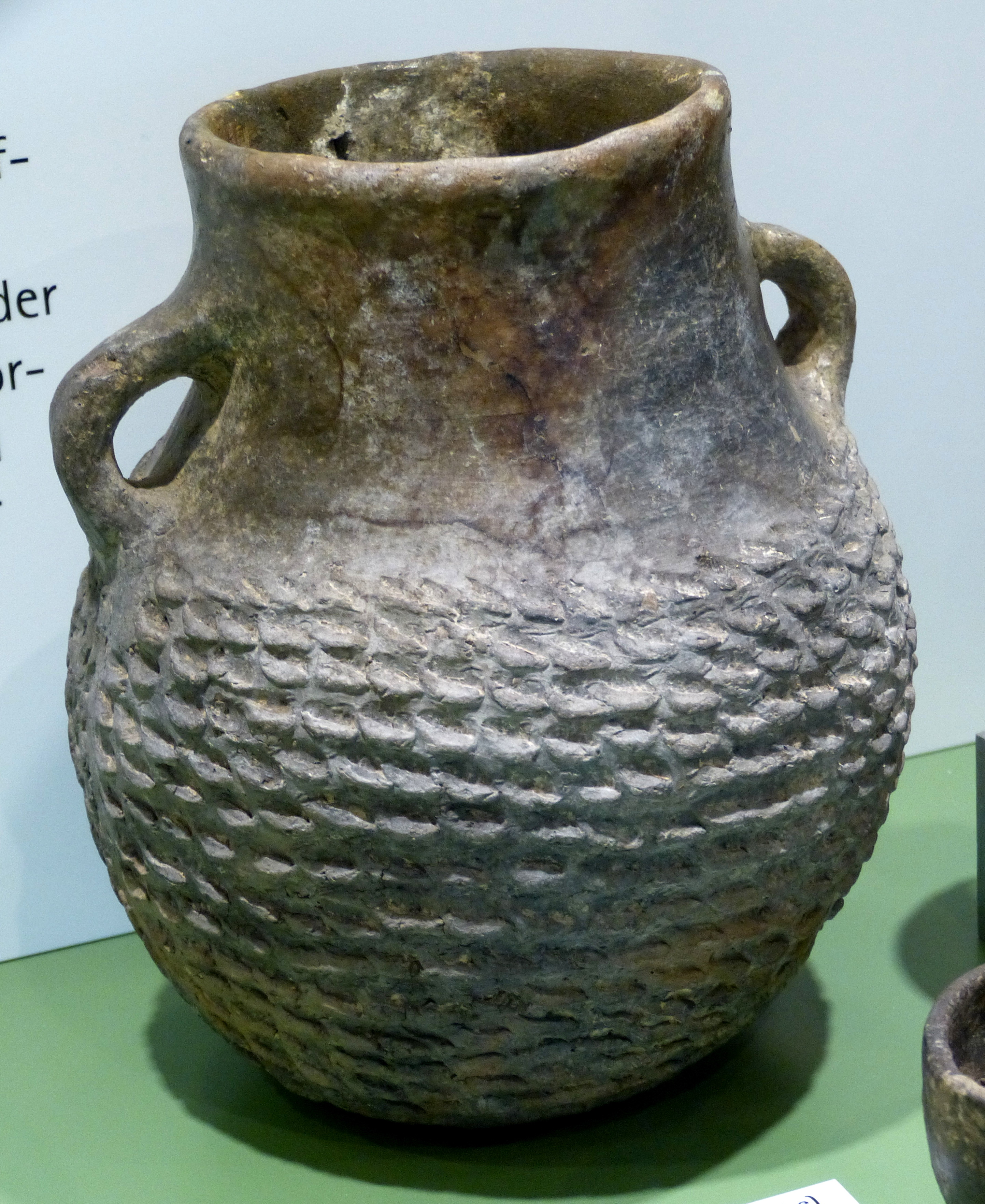
Amphora der Věteřov-Kultur, Krahuletz-Museum, Eggenburg (Niederösterreich)

Die Keramik der Věteřov-Kultur zeichnet sich aus durch Henkel, lappenartige Füsschen, Warzen und Tonleisten, die sich an den verschiedenartigen Gefäßen (Töpfe, Tassen, Amphoren, Schüsseln, Bechern, Siebgefäße) finden. Über den Verwendungszweck gelochter, tönerner Räuchergefäße wie auch sogenannter Brotlaibidole kann bislang nur spekuliert werden. Unter den Töpfern dieser Kultur war es Brauch, Tassen, Krüge und Amphoren vollständig, glänzend, zu polieren. Verzierungen an den Gefäßen (plastische Elemente, Ritzungen, Einstiche,…) waren üblich. Funde tönerner Spinnwirtel und Webstuhlgewichte (aus Siedlungsgebieten in Mähren und Großweikersdorf) zeugen von Kenntnissen der Weberei.
Bronzegegenstände wurden selbst hergestellt. Davon zeugen zahlreiche Funde von vorwiegend steinernen Gussformen für Werkzeuge, Waffen, Schmuck und andere Fertigprodukte, wie auch für Metallbarren, an zahlreichen Fundstellen einzelner Siedlungen der Věteřov-Kultur. Ebenso finden sich zahlreiche Belege dafür, dass Geräte aus Knochen, Geweih und Stein üblich waren. Auch war bereits das Rad in seiner technischen Funktionsweise bekannt.
Schädeloperationen zeugen von entsprechenden medizinischen Handlungen.

## Bedeutende Fundstellen in Niederösterreich
- Böheimkirchen (Namensgebung der Böheimkirchner Gruppe der Věteřov-Kultur) = locus typicus
- Kumenberg/St. Andrä-Wördern
- Buhuberg bei Waidendorf
- Oberleiser Berg
- Franzhausen I & II
- Gemeinlebarn
- Gräberfeld Franzhausen Swietelsky I